# E. Mareotis Tholus
L'E. Mareotis Tholus è una struttura geologica della superficie di Marte.